# Magnetoencefalogramă
Magnetoencefalograma este o reprezentare grafică a activității electrice a creierului, obținută prin magnetoencefalografie cu ajutorul magnetoencefalografului.